# St. Eugenia (Stockholm)

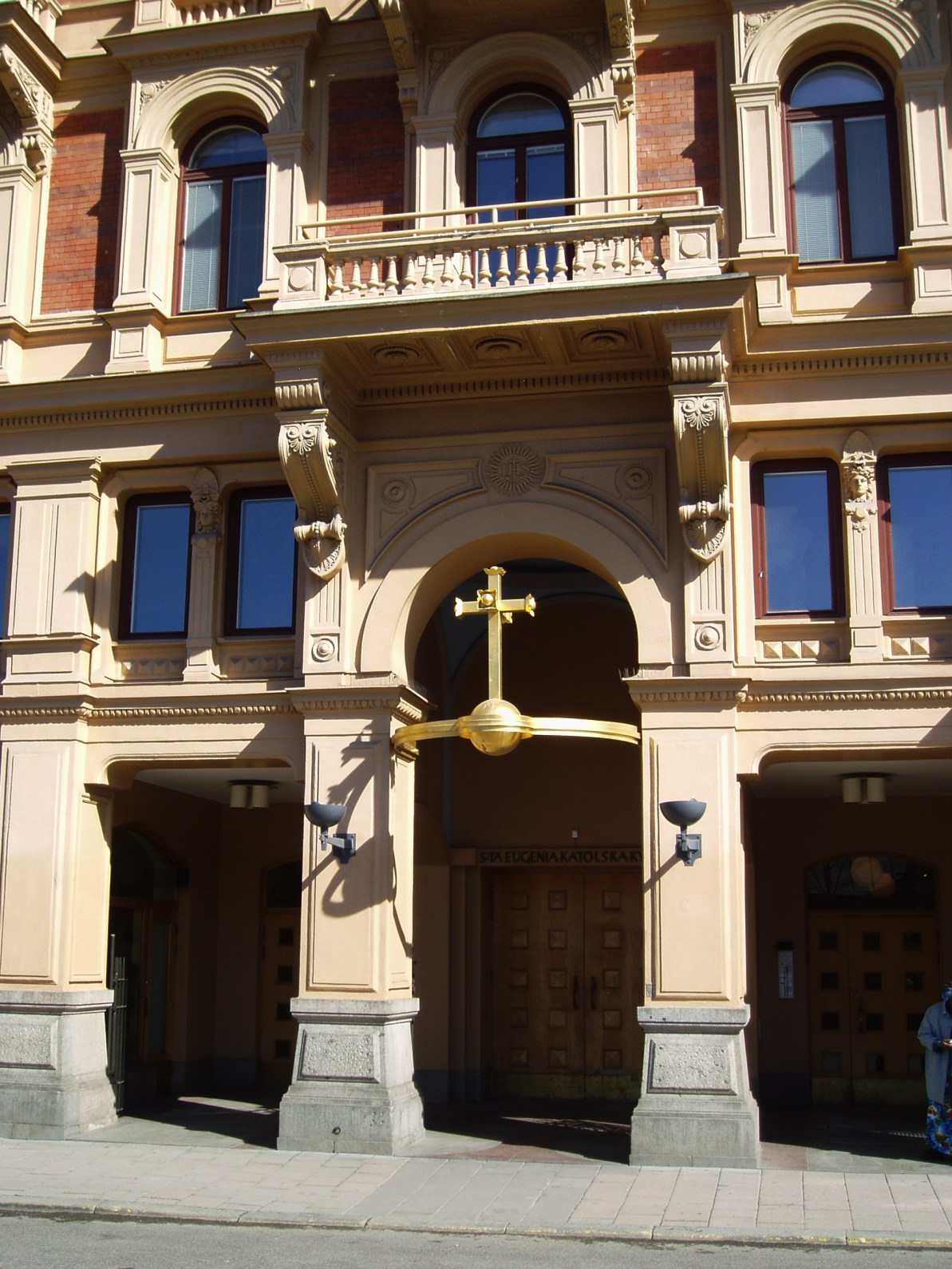
St. Eugenia, Haupteingang Kungsträdgårdsgatan

St. Eugenia ist eine katholische Kirche im Zentrum Stockholms. Sie wurde 1982 nach den Plänen des dänischen Architekten Jörgen Kjaergaard in einen Stadtpalast aus dem Jahr 1887 integriert und liegt am Rande des ehemaligen Schlossgartens Kungsträdgården im Geschäftsviertel Norrmalm. Die Kirche ist der heiligen Eugenia (Eugénie d’Alsace) geweiht, einer Äbtissin (700–735) des Klosters Mont Sainte-Odile im Elsass. Patrozinium: 16. September.
Der Kirchenbau gehört der gleichnamigen Pfarrgemeinde, die 1837 gegründet wurde und als älteste katholische Gemeinde in Schweden seit der Reformation gilt; sie umfasst (2010) etwa 9.000 Mitglieder. Das Gemeindegebiet erstreckt sich über die Innenstadt Stockholms, Gamla Stan und umfasst seit 1997 auch nördliche und westliche Vororte. Gottesdienste werden u. a. in schwedischer, englischer, polnischer und arabischer Sprache angeboten. Die Gemeindemitglieder kommen aus über 80 verschiedenen Nationen. Bezogen auf die Gesamtbevölkerung des Einzugsgebietes ist der Anteil der Katholiken ca. 1,5 %.
Kirchenrektorat und pastorale Betreuung der Gemeinde liegen seit 1897 beim Jesuitenorden. Zusätzlich arbeiten seit 1951 Maristenmissionsschwestern aus dem Kloster Nette bei Osnabrück in der Gemeinde.

## Geschichte

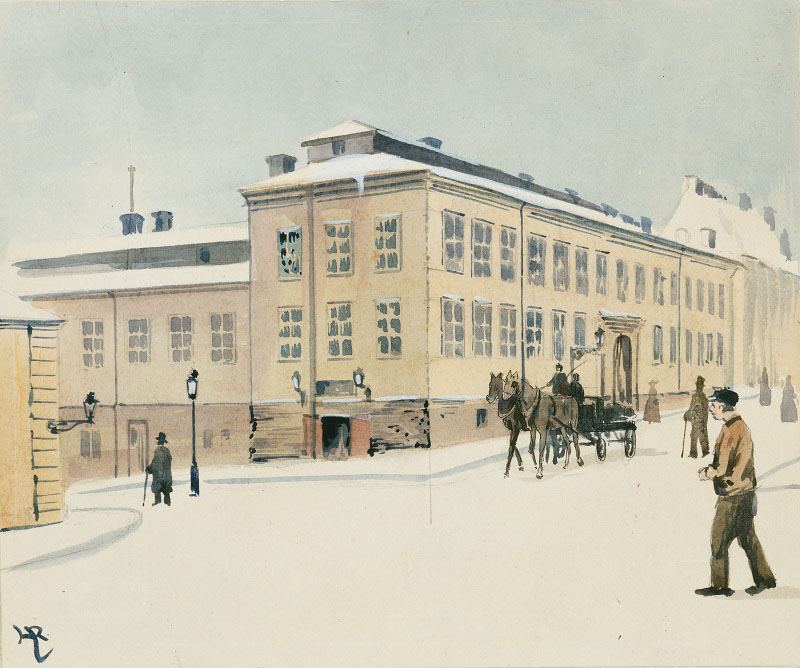
Erstes Kirchengebäude: Södra Stadshuset, 1888

Nachdem König Gustav III. den Katholiken ausländischer Herkunft 1783 die Religionsfreiheit zugestanden hatte, wurde der katholischen Gemeinde Stockholms, die etwa 200 Personen umfasste, ein Versammlungsraum im damaligen Södra Stadshuset, unweit der Schleuse Slussen, angeboten. 1837 bezog die Gemeinde erstmals eine eigene Kirche in der (inzwischen verschwundenen) Norra Smedjegatan im Zentrum der Stadt. Dies war der erste katholische Kirchenbau auf der skandinavischen Halbinsel seit der Reformation. Da 1860 die Religionsfreiheit auch für schwedische Bürger eingeführt wurde, richtete der Jesuitenorden 1879 eine erste Kommunität in Schweden ein und übernahm die pastoralen Dienste der Gemeinde St. Eugenia.
In den 1950er Jahren beschloss der Stockholmer Gemeinderat, einen größeren Bereich des Stadtzentrums – darunter die Norra Smedjegatan – umzugestalten. Die Kirche wurde daher in den 1960er Jahren abgerissen, und die Gemeinde behalf sich fortan mit provisorischen Unterkünften, u. a. mit einem ehemaligen Kinosaal in der Drottninggata, dem Reginateater. 1979 wurde der heutige Kirchengrund Kungsträdgårdsgatan 12 erworben und am 3. April 1982 konnte die Kirche durch Bischof Hubertus Brandenburg geweiht werden.

## Architektur
Die neue Kirche wurde ungewöhnlicherweise nicht als eigenständiger Bau konzipiert, sondern in einen historischen und denkmalgeschützten Stadtpalast aus dem Jahr 1887 integriert. Da der eigentliche Sakralbau hinter der Fassade des ursprünglichen Wohn- und Bürohauses verborgen bleibt, ist er von außen her als Kirche oder Pfarrgemeinde architektonisch nicht erkennbar. Nur ein vergleichsweise kleines, vergoldetes Kreuz über dem Haupteingang weist das Gebäude zur Straße hin als Kirche aus.
Das Gebäude enthält ein großzügiges Foyer mit einem Brunnen unterhalb einer Glaskuppel, mehrere Gemeindesäle, einen Buchhandel sowie einen öffentlichen Lesesaal. In einer Nische im Foyer ist unterhalb einer Glocke als Grundstein ein Marmorblock aus den Fundamenten des Petersdomes in Rom eingelassen, welcher der Gemeinde 1965 durch Papst Paul VI. geschenkt wurde.
Der eigentliche Kirchenraum liegt innerhalb des Gebäudes am weitesten entfernt von der Straße. Das Innere wurde von seiner Ausstattung her bewusst nüchtern und unter Verzicht auf aufwändige Schmuckarbeiten gestaltet. Einzelne Einrichtungsgegenstände entstammen der alten Kirche, so etwa ein großes Holzkreuz aus den Dachbalken der alten Kirche und der Tabernakel, ursprünglich ein Geschenk des Österreichischen Erzherzogs Maximilian von Österreich-Este aus dem Jahr 1842. Der Taufstein ist ein Geschenk des schwedischen Königs Karl XIV. und seiner Gemahlin Désirée aus dem Jahr 1838. Teil des Kirchenraumes ist eine durch ein Gitter abgetrennte Marienkapelle.
An Stelle der in katholischen Kirchen üblichen 12 Apostelleuchter und Weihekreuze befinden sich in St. Eugenia in die Wand eingelassene Steine aus 12 verschiedenen Ländern: Peru, Spanien, Ungarn, Simbabwe, Polen, Philippinen, Frankreich, England, Italien, Tschechien, Israel und Deutschland.